# Veljko Nikolić
Veljko Nikolić, né le 29 août 1999 à Belgrade en Serbie, est un footballeur serbe qui évolue au poste de milieu offensif à l'Aris Limassol.

## Biographie

### Carrière en club
Né à Belgrade en Serbie, Veljko Nikolić est formé par l'un des clubs de la capitale, l'OFK Belgrade.
Le 4 octobre 2016 il s'engage en faveur de l'Étoile rouge de Belgrade pour un contrat de trois ans.
Le 15 mars 2019 Nikolić prolonge son contrat jusqu'en 2023 avec l'Étoile rouge de Belgrade.
Le 20 novembre 2019, il joue son premier match avec l'équipe première de l'étoile rouge de Belgrade en coupe de Serbie, face au FK Mačva Šabac, contre qui son équipe s'impose (1-0). Trois jours plus tard il joue son premier match de championnat face au FK Radnički Niš. L'Étoile rouge de Belgrade l'emporte sur le score de deux buts à zéro ce jour-là.
Il obtient son premier titre en étant sacré champion de Serbie en 2020.
Le 25 août 2020 il joue son premier match de Ligue des champions, face au KF Tirana. Il est titulaire lors de cette rencontre qui se solde par la victoire des siens (0-1).
Touché à une cheville, Nikolić est opéré en février 2022 et est absent pour le reste de la saison 2021-2022. Pour son retour à la compétition, le 27 août 2022 contre le FK Javor, en championnat, il marque après être entré en jeu, et participe à la victoire des siens (4-1 score final).
Lors de l'été 2023, Veljko Nikolić rejoint Chypre pour s'engager en faveur de l'Aris Limassol. Le transfert est annoncé dès le 16 juin 2023 et il signe un contrat courant jusqu'en juin 2026.

### En sélection
Veljko Nikolić est sélectionné avec l'équipe de Serbie des moins de 17 ans pour participer au championnat d'Europe des moins de 17 ans en 2016. Il joue les trois matchs de son équipe, tous en tant que titulaire, mais les jeunes serbes ne parviennent pas à sortir de la phase de groupe.
Le 4 septembre 2020, Veljko Nikolić joue son premier match avec l'équipe de Serbie espoirs, contre la Lettonie. Il est titularisé avant d'être remplacé par Ivan Ilić et les deux équipes se neutralisent (2-2). Le 9 octobre 2020, pour sa deuxième apparition avec les espoirs, il inscrit son premier but, donnant par la même occasion la victoire à son équipe, contre la Pologne (1-0 score final).

## Palmarès
Étoile rouge de Belgrade
- Champion de Serbie en 2020, 2021 et 2022.
- Vainqueur de la Coupe de Serbie en 2021.